# Bunomys chrysocomus
Bunomys chrysocomus är en däggdjursart som först beskrevs av Hoffmann 1887.  Bunomys chrysocomus ingår i släktet Bunomys och familjen råttdjur. IUCN kategoriserar arten globalt som livskraftig. Inga underarter finns listade.
Denna gnagare förekommer på Sulawesi. Arten vistas i kulliga områden och i medelhöga bergstrakter mellan 400 och 1500 meter över havet. Vissa individer når 2200 meter över havet. Habitatet utgörs av olika slags skogar. Bunomys chrysocomus äter maskar, frukter och små ryggradsdjur som grodor och ödlor.